# Belodontichthys
Belodontichthys – rodzaj słodkowodnej ryby sumokształtnej z rodziny sumowatych (Siluridae).

## Zasięg występowania
Występują w Azji Południowo-Wschodniej.

## Systematyka

### Etymologia
Belodontichthys: gr. βελος belos „strzałka”; οδους odous, οδοντος odontos „ząb”; ιχθυς ikhthus „ryba”.

### Podział systematyczny
Gatunki zaliczane do tego rodzaju:
- Belodontichthys dinema
- Belodontichthys truncatus